# Afriški eksarhat
Afriški eksarhat ali Kartaginski eksarhat je bila velik upravna enota Bizantinskega cesarstva s središčem v Katrtagini, ki je obsegala bizantinske posesti v zahodnem Sredozemlju. Vladal mu je eksarh (namestnik). Eksarhat je ustanovil cesar Mavricij leta 591. Obstajal je do muslimanske osvojitve Magreba v poznem 7. stoletju. Poleg Ravenskega eksarhata je bil eden od dveh eksarhatov, ustanovljenih po ponovnem osvajanju zahoda pod cesarjem Justinijanom I. za učinkovitejše upravljanje osvojenih ozemelj. 

## Zgodovina

### Ozadje
V bizantinsko-vandalski vojni leta 533 so bizantinske sile pod Belizarjem ponovno osvojile Magreb, Korziko, Sardinijo ter Balearske otoke. Justinijan I. je ponovno pridobljena ozemlja organiziral kot Pretorsko prefekturo Afrika, ki je vključevala province Africa Proconsularis, Bizacena, Tripolitanija, Numidija, Cezarejska Mavretanija s središčem v Cezareji in Setifiška Mavretanija s središčem v Setifisu. Glavnno mesto prefekture je bila Kartagina. V 550. letih je je bizantinski vojski uspelo ponovno pridobiti tudi dele južne Španije in jih organizirati kot novo provinco Španija. 
Po Justinijanovi smrti leta 565 je bilo je bilo Bizantinsko cesarstvo vedno bolj napadano na vseh frontah in cesarji so bolj oddaljene province pogosto prepuščali samim sebi. Do 640. in 650. let je Bizanc izgubil svojo provinco Mezopotamijo v korist muslimanov, ki so leta 651 uničili tudi bizantinskega tekmeca Sasanidsko cesarstvo. Konstantinopel je s tem izgubil pomemben del izkušenih častnikov, prekaljenih v stalnih mejnih vojnah s Perzijci. Heraklijska dinastija (610-711) je na položaje v Afriki še naprej imenovala nekaj  kompetentnih častnikov z vzhoda, kot sta bila Armenec Narseh, ki je poveljeval Tripoliju, in Ivan, vojvoda Tigisisa. Ko so muslimani vdrli v Armenijo, so nekateri armenski častniki domnevno zaprosili za premestitev nazaj na vzhod, da bi branili svoje domove, vendar za domnevo ni nobenega pisnega dokaza. 

### Ustanovitev eksarhata
Poznorimski upravni sistem, kot ga je vzpostavil Dioklecijan, je predvideval jasno delitev med civilnimi in vojaškimi uradi, predvsem zato, da bi zmanjšal možnost upora premočnih guvernerjev provinc. Pod Justinijanom I. je bil za province, ki so bile ocenjene kot posebej ranljive ali nestabilne, proces delno obrnjen. Cesar Mavricij je šel še korak dlje in nekje med letoma 585 in 590 ustanovil urad eksarha, ki je združeval vrhovno civilno oblast pretorijanskega prefekta in vojaško oblast magistra militum ter užival precejšnjo neodvisnost od Konstantinopla. Ustanovljena sta bila dva eksarhata, eden v Italiji s sedežem v Raveni, znan kot Ravenski eksarhat, drugi pa v Afriki s sedežem v Kartagini, ki je vključeval vse cesarske posesti v zahodnem Sredozemlju. Prvi afriški eksarh je bil patricij Genadij, magister militum Africae.:273
Tripolitanija je bila izločena iz province Afrike in vključena v provinco Egipt.:120 Cezarejska Mavretanija in Setifiška Mavretanija sta bili združeni v novo provinco Mauretania Prima, medtem ko je bila Tingiška Mavretanija zmanjšana do mesta Septum (Ceuta) in  združena s citadelami na španski obali in Balearskimi otoki v provinco  Mauretania Secunda.:273
Vizigotsko kraljestvo je bilo stalna grožnja eksarhatu. Vojna z njim se je nadaljevala do končne vizigotske osvojitve še zadnjih španskih utrdb okoli leta 624. Bizantinci so obdržali le utrdbo Septum (sodobna Ceuta) na afriški strani Gibraltarskega preliva. 
Med uspešnim uporom kartaginskega eksarha Heraklija Starejšega in njegovega istoimenskega sina Heraklija leta 608, so velik del flote, ki je Heraklija prepeljala v Konstantinopel, sestavljali Berberi. Zaradi verskih prepričanj in političnih ambicij se je eksarh Gregor, ki je bil v krvnem sorodstvu s cesarsko družino, leta 647 razglasil za neodvisnega od Konstantinopla. Gregor je bil izredno močan eksarh, ki je za bitko pri Sufetuli leta 647 uspel zbrati kar 100.000 mož.

### Arabska osvojitev eksarhata
Prvi islamski vdori so se začeli leta 647 iz Egipta na pobudo emirja Amra ibn al-Asa  in njegovega nečaka Ukbe ibn Nafija. Arabci so začutili šibkost Bizantincev in osvojili Barko v Cirenajki in nato napadli Tripolitanijo, kjer so naleteli na odpor. 
Zaradi nemirov, ki so jih povzročali teološki spori glede monoteletstva in monoenergizma, se je eksarhat pod vodstvom Gregorja Patricija z odkritim uporom oddaljil od cesarstva. Poplava beguncev iz Egipta, zlasti iz melkitov, Palestine in Sirije je zaostrila verske napetosti v Kartagini in Gregorja dodatno opozorila na bližajočo se arabsko grožnjo. Gregor je zbral svoje zaveznike in bil v bitki pri Sufetuli poražen. 
Pod novim eksarhom, Genadijem, je eksarhat postal na pol neodvisna država, odvisna od Konstantinopla in Damaska, kar je obremenilo državne finance in povzročilo nemir med prebivalstvom. 
Eksarhat je dosegel veliko zmago nad silami Ukbe ibn Nafija v bitki pri Vesceri leta 682, v kateri mu je na pomoč prišel berberski kralj Kusaila. Zmaga je prisilila muslimanske sile, da so se umaknile v Egipt, kar je eksarhatu omogočilo začasen oddih. Ponavljajoči se spopadi so terjali davek na vse bolj skromnih virih eksarhata. 
Leta 698 je muslimanski poveljnik Hasan ibn al-Numan z vojsko 40.000 mož zdrobil Kartagino. Med njenimi številnimi branilci so bili tudi Vizigoti, ki jih je poslal kralj Vitica iz strahu pred Arabci. Arabci so po zmagi Kartagino spremenili v ruševine, kot stoletja pred njimi Rimljani. 
Izguba Afriškega eksarhata je bila ogromen udarec za Bizantinsko cesarstvo, ker je bil po izgubljenem Egiptu glavni vir delovne sile in žita. Bizantinci niso svojih ozemelj v Afriki nikoli povrnili.